# 北海道道245号下仁頃相内停車場線
北海道道245号下仁頃相内停車場線（ほっかいどうどう245ごう しもにころあいのないていしゃじょうせん）は北海道北見市大和から富里を経由して相内町までを結ぶ一般道道（北海道道）である。

## 概要

### 路線データ
- 起点：北海道北見市大和（北海道道7号北見常呂線交点）
- 終点：北海道北見市相内町（JR北海道 石北本線 相内駅）
- 路線延長：18.7 km（総延長）

## 歴史
- 1957年（昭和32年）3月30日 - 148号として路線認定[1]。
- 1994年（平成6年）10月1日 - 路線番号を245号に変更[2]。

## 路線状況

### 重複区間
- 北見市相内町（国道39号）

## 地理

### 通過する自治体
- オホーツク総合振興局
  - 北見市

### 交差する道路
北見市
- 北海道道7号北見常呂線 - 大和（起点）
- 国道39号 - 相内町

### 沿線にある施設
北見市
- 上仁頃簡易郵便局 - 上仁頃
- JR北海道 石北本線 相内駅 - 相内町